# 狼牙雙盤鰕虎
狼牙雙盤鰕虎（学名：Luposicya lupus）为辐鳍鱼纲虾虎鱼目鰕虎魚科狼牙雙盤鰕虎魚屬下的一个种，該物種棲息深度為0米至15米，體長可達3.5公分。